# Miggiano
Miggiano är en ort och kommun i provinsen Lecce i regionen Apulien i Italien. Kommunen hade 3 528 invånare (2017).